# Ботсвана на летних Олимпийских играх 1984
Ботсвана принимала участие в Летних Олимпийских играх 1984 года в Лос-Анджелесе (США) во второй раз за свою историю, но не завоевала ни одной медали. Сборную страны представляли шесть легкоатлетов и один яхтсмен.

## Лёгкая атлетика
Спортсменов — 6
Мужчины
| Спортсмен          | Вид     | Забег     | Забег | Четвертьфинал | Четвертьфинал | Полуфинал | Полуфинал | Финал          | Финал     |
| Спортсмен          | Вид     | Результат | Место | Результат     | Место         | Результат | Место     | Результат      | Место     |
| ------------------ | ------- | --------- | ----- | ------------- | ------------- | --------- | --------- | -------------- | --------- |
| Госиман Хумоярано  | 100м    | 11,49     | 7     | Не прошёл     | Не прошёл     | Не прошёл | Не прошёл | Не прошёл      | Не прошёл |
| Джозеф Рамотсхаби  | 400м    | 48,11     | 6     | Не прошёл     | Не прошёл     | Не прошёл | Не прошёл | Не прошёл      | Не прошёл |
| Джозеф Рамотсхаби  | 800м    | 1.48,17   | 5     | Не прошёл     | Не прошёл     | Не прошёл | Не прошёл | Не прошёл      | Не прошёл |
| Гомотсо Балоттаньи | 1500м   | 3.58,69   | 8     | Не прошёл     | Не прошёл     | Не прошёл | Не прошёл | Не прошёл      | Не прошёл |
| Уилсон Телесо      | Марафон |           |       |               |               |           |           | 2:29.20        | 55        |
| Джонсон Мбангива   | Марафон |           |       |               |               |           |           | 2:48.12        | 76        |
| Бигбой Матлапенг   | Марафон |           |       |               |               |           |           | не финишировал | -         |

## Парусный спорт
Спортсменов — 1
| Класс | Спортсмен    | Гонка | Гонка | Гонка | Гонка | Гонка | Гонка | Гонка | Результат | Место |
| Класс | Спортсмен    | 1     | 2     | 3     | 4     | 5     | 6     | 7     | Результат | Место |
| ----- | ------------ | ----- | ----- | ----- | ----- | ----- | ----- | ----- | --------- | ----- |
| Финн  | Дерек Хадсон | 24    | 27    | 25    | 26    | 27    | н.ф.  | 24    | 189       | 27    |